# Taste of Love
Taste of Love è l'undicesimo EP del gruppo musicale sudcoreano Twice, pubblicato l'11 giugno 2021 dalla JYP Entertainment e Republic Records.

## Tracce
1. Alcohol-Free – 3:30 (J. Y. Park "The Asiansoul")
2. First Time – 3:02 (testo: Jihyo – musica: Rick Parkhouse, George Tizzard, Jade Thirlwall, Sophie 'Frances' Cooke)
3. Scandal – 2:43 (testo: Dahyun – musica: Kristoffer Tømmerbakke, Erik Smaaland, Alida Garpestad Peck)
4. Conversation – 2:27 (testo: Sana – musica: Chris Mears, Robbie McDade, Rebbi James)
5. Baby Blue Love – 2:46 (testo: Nayeon – musica: Karen Poole, Anne Judith Wik, Ronny Vidar Svendsen, Nermin Harambasic)
6. SOS – 2:53 (testo: Dahyun – musica: Lee Hyun-do, Chloe Latimer, Glow)

Traccia aggiuntiva della versione fisica
1. Cry for Me (English ver.) – 3:24 (testo: Sophia Pae, Heize, J.Y. Park "The Asiansoul" – musica: Ryan Tedder, Melanie Joy Fontana, Michel "Lindgren" Schulz, A Wright)

## Classifiche

### Classifiche settimanali
| Classifica (2021) | Posizione massima |
| ----------------- | ----------------- |
| Belgio (Fiandre)  | 28                |
| Belgio (Vallonia) | 130               |
| Canada            | 38                |
| Corea del Sud     | 2                 |
| Finlandia         | 20                |
| Giappone          | 2                 |
| Stati Uniti       | 6                 |
| Ungheria          | 33                |

### Classifiche di fine anno
| Classifica (2021) | Posizione |
| ----------------- | --------- |
| Corea del Sud     | 24        |
| Giappone          | 49        |